# Stylodactylus gracilis
Stylodactylus gracilis is een garnalensoort uit de familie van de Stylodactylidae. De wetenschappelijke naam van de soort is voor het eerst geldig gepubliceerd in 2008 door Cleva.